# 1937 en football
Cet article présente les faits marquants de l'année 1937 en football.

## Chronologie
- 24 janvier : au Parc des Princes de Paris, l'équipe d'Autriche s'impose 2-1 face à l'équipe de France.
- 21 février : au Stade du Heysel de Bruxelles, l'équipe de Belgique s'impose 3-1 face à l'équipe de France.
- 21 mars : à Stuttgart, l'équipe d'Allemagne s'impose 4-0 face à l'équipe de France.
- 11 avril : au Stade Philip à Casablanca, en match amicale, l'équipe du Maroc écrase l'équipe de France sur le score de 4-2.
- 24 avril : Celtic remporte la Coupe d'Écosse face à Aberdeen FC, 2-1.
- 1er mai : Sunderland AFC remporte la Coupe d’Angleterre en s’imposant en finale face à Preston North End FC, 3-1.
- 2 mai : le Bologne FC 1909 est champion d'Italie.
- 9 mai : Le FC Sochaux remporte la Coupe de France face au RC Strasbourg, 2-1.
- 20 mai : l'Olympique de Marseille est champion de France.
  - Article détaillé : Championnat de France de football D1 1936-37.
- 23 mai : au Stade olympique Yves-du-Manoir de Colombes, l'équipe d'Irlande s'impose 2-0 sur l'équipe de France.
- 30 mai : Admira est sacré champion d'Autriche.
- 13 juin : Inauguration à Marseille du stade Vélodrome, à l'occasion un match amical est disputé entre l'Olympique de Marseille et les Italiens du Torino Football Club qui se conclut sur le score de 2 à 1 pour les Olympiens.
- 5 juillet : Création du club algérien l'Union sportive musulmane Algéroise.
- 16 septembre : première retransmission d'un match de football à la télévision anglaise : la BBC diffuse un match d'entraînement entre Arsenal et sa réserve. Arsenal est choisi en raison de la proximité avec les studios de télévision du Alexandra Palace.
- 10 octobre : au Parc des Princes de Paris, l'équipe de France s'impose 2-1 face à l'équipe de Suisse.
- 31 octobre : à Amsterdam, l'équipe de France s'impose 3-2 face à l'équipe des Pays-Bas.
- 5 décembre : SC Corinthians est champion de l'État de Sao Paulo.
- 5 décembre : au Parc des Princes de Paris, l'équipe de France et l'équipe d'Italie font match nul 0-0.
- 8 décembre : le CA River Plate est champion d'Argentine.

## Champions nationaux
- Allemagne : FC Schalke 04.
- Angleterre : Manchester City.
- Autriche : SK Admira Vienne.
- Belgique : Daring Club Bruxelles.
- Écosse : Rangers.
- France : Olympique de Marseille.
- Italie : Bologne FC 1909.
- Pays-Bas : Ajax Amsterdam.
- Suisse : Grasshopper-Club Zurich.

## Naissances
Plus d'informations : Liste d'acteurs du football nés en 1937.
- 16 mai : Antonio Rattín, footballeur argentin.
- 10 juillet : Luciano Moggi, dirigeant italien.
- 21 juillet : Eduard Streltsov, footballeur russe.
- 4 août : Thierry Roland, journaliste français.
- 11 octobre : Bobby Charlton, footballeur anglais.
- 28 décembre : Jorge Nuno Pinto da Costa, dirigeants portugais.
- 30 décembre : Gordon Banks, footballeur anglais.

## Liens
- RSSSF : Tous les résultats du monde